# Rodrigo Malbrán
Rodrigo Malbrán Conte (n. 21 de abril de 1962) es un director de teatro y pedagogo chileno.

## Biografía
Su familia se exilia en Europa durante la dictadura del general Augusto Pinochet, por lo que crece y vive largo tiempo en Noruega, fue ahí donde realizó cursos del método teatral de Stanislavsky,  en la Universidad de Bergen,  posteriormente viaja a Francia alentado por su padre (el actor Ernesto Malbrán), a estudiar el Diplomado que imparte la Escuela de Jacques Lecoq ,donde obtuvo además el Diploma Pedagógico, que lo convierte en uno de los 27 pedagogos calificados para enseñar el método de Lecoq en el mundo, y  es el único Chileno que se ha formado de manera directa con el maestro francés, con quien mantuvo un estrecho vínculo hasta su muerte en 1999.
Ha impartido seminarios, cursos y talleres de Movimiento, Improvisación y Estilos en Europa y Latinoamérica, ha sido Director de 19 montajes teatrales, llevando a escena textos de grandes poetas chilenos como Pablo Neruda y Nicanor Parra.
Es uno de los fundadores, y el actual director de, La Mancha, Escuela Internacional del Gesto y la Imagen,  en la ciudad de Santiago de Chile, esta escuela cuenta con un gran prestigio y ha acogido en sus aulas a estudiantes de diversas nacionalidades como, Chile, Cuba, México, Ecuador, Argentina, Uruguay, Perú, Colombia, EE. UU., Eslovaquia, Francia, Alemania, España, Nueva Zelanda, entre otros.